# Om al străzii

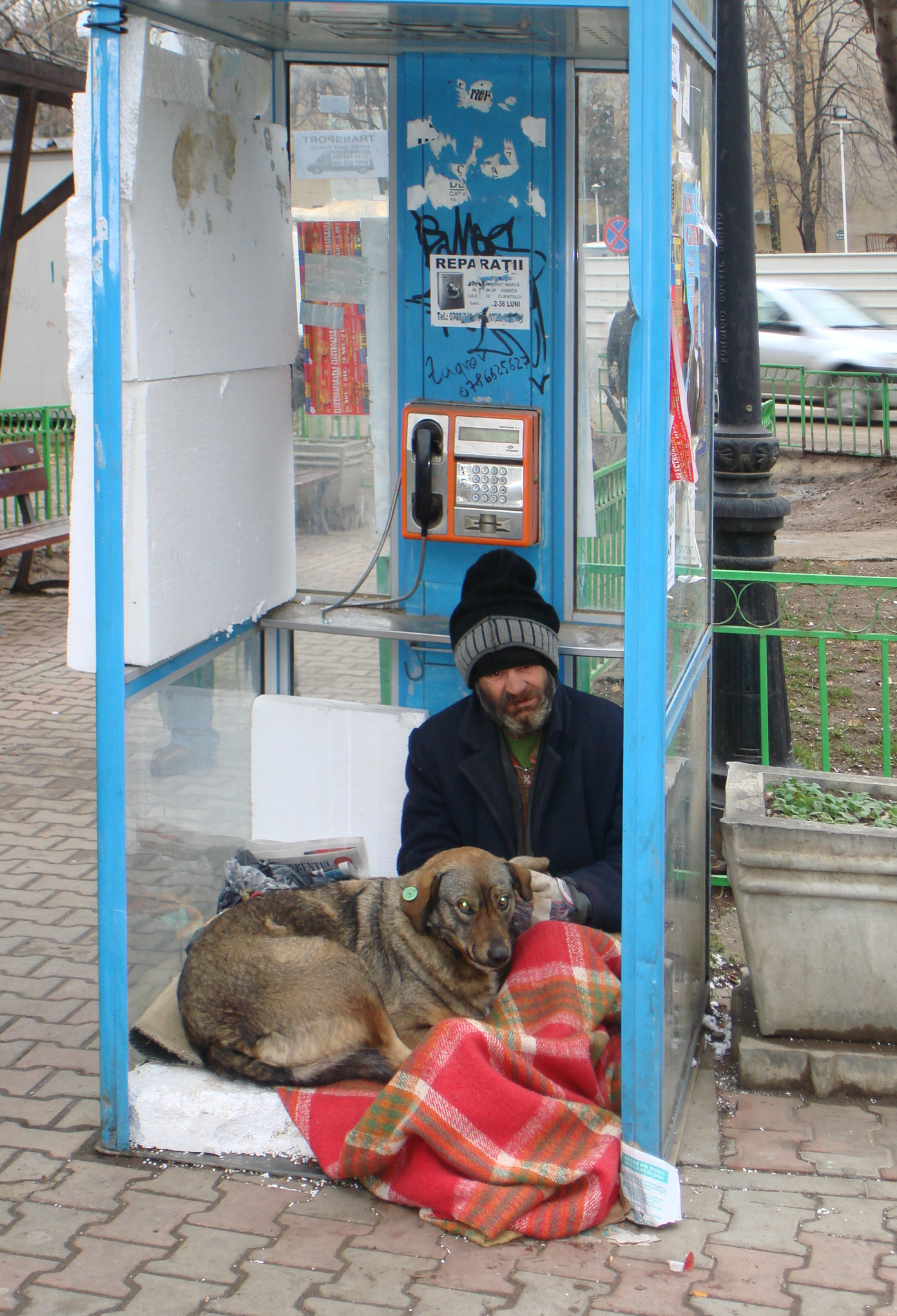
Om al străzii din Bucureşti alături de un maidanez, adăpostindu-se într-o cabină telefonică

Om al străzii este denumirea uzuală pentru „Persoane adulte fără adăpost” (PAFA) care alcătuiesc o categorie de persoane defavorizate, excluse de la serviciile publice sociale și medicale (ajutor social, cantină socială, sistemul asigurărilor de sănătate, etc.).
În România, Direcția Generală de Evidență a Populației definește prin mențiunile „lipsă act spațiu” și „lipsă spațiu”, situația când: 
persoana nu poate face dovada spațiului de locuit asigurat ori, în ultimă instanță, nici nu are efectiv unde să locuiască, iar dacă totuși stă undeva nu are acceptul găzduitorului pentru întocmirea formelor legale.

## Definiții
Asociația Médecins Sans Frontières-București consideră că PAFA este persoana care nu are efectiv unde să locuiască (locuință proprie sau cu chirie de stat), iar dacă totuși stă undeva nu are acceptul găzduitorului pentru întocmirea formelor legale. Acesta se află într-o situație de criză la nivel psihic, de sănătate fizică, social și juridic, situație determinată de absența unui adăpost sau de imposibilitatea de a-și permite unul. Starea de criză este înțeleasă ca fiind incapacitatea de a-și mobiliza resursele interne (pentru a putea obține un act de identitate, un loc de muncă, pentru a se reintegra în familie) și excluderea de la resurse externe (servicii publice medico-sociale).
Legislația românească prevede că persoanele fără adăpost reprezintă o categorie socială formată din persoane singure ori familii care, din motive singulare sau cumulate de ordin social, medical, financiar-economic, juridic ori din cauza unor situații de forță majoră, trăiesc în stradă, locuiesc temporar la prieteni sau cunoscuți, se află în incapacitate de a susține o locuință în regim de închiriere ori sunt în risc de evacuare, se află în instituții sau penitenciare de unde urmează ca, în termen de 2 luni, să fie externate, respectiv eliberate și nu au domiciliu ori reședință.;

## Situația în România
Se estimează că România există peste 15 000 de persoane adulte fără adăpost din care mai mult de 5 000 trăiesc în București. Accesul acestora la servicii de asistență socială și medicală este foarte dificil, peste 60% dintre ele nu au acte de identitate și sunt atât de desocializate încât și-au pierdut capacitatea de a se adresa instituțiilor și organizațiilor pentru ajutor. Marea majoritate a persoanelor adulte fără adăpost nu au asigurare medicală, nu știu sau nu sunt capabile să se adreseze instituțiilor specializate pentru ajutor nici chiar în situațiile de urgență. Peste 25% dintre persoanele adulte fără adăpost au probleme psihiatrice care pot fi diagnosticate prin observare directă, iar 40% au dezvoltat afecțiuni similare psihozelor. Circa 56% din oamenii care ajung în stradă din cauza problemelor psihice consumă alcool și suferă de boli precum schizofrenie, tulburări de personalitate cu diferite grade de retard.

## Cauze
Principalele cauze pentru care oamenii ajung în stradă sunt conflictele familiale, în special divorțul, evacuările, pierderea locului de muncă și, specific persoanelor cu probleme de sănătate mintală, escrocheriile. Unele persoane ajung în stradă pentru că au fost date afară din casă de către propria familie, pe când altele pentru că au avut o casă care a fost retrocedată fostului proprietar, în urma legii caselor naționalizate.
Eșecul personal și neadaptarea la condițiile sociale existente fac parte cauzele endogene ale fenomenului și țin de anumite patologii comportamentale. Este vorba, în primul rând, de adolescenții care pleacă de acasă pentru că nu vor să se supună regulilor impuse de părinți (să învețe, să aibă un program limitat de acces la internet sau programe TV, să se întoarcă acasă la ore stabilite etc.), dar există și adulți care decid că strada este mult mai ușor de suportat. Unele persoane ajung oameni ai străzii pentru că nu se pot adapta mediului familial, în mare măsură din cauza tulburărilor de comportament. Sunt imprevizibili, generează teamă și au un potențial agresiv sporit.
Un studiu efectuat în București în perioada decembrie 2008 - noiembrie 2009, a indicat faptul că din 100 de persoane care trăiesc pe străzi, 77% sunt bărbați, iar restul de 23% sunt femei și că 98% dintre oamenii fără adăpost sunt din București, iar restul de 2% sunt veniți din provincie. În ceea ce privește categoriile de vârstă predominante ale care locuiesc pe străzile bucureștene sunt 46-55 ani la bărbați și 26-35 la femei. Dintre cei intervievați, 45% nu aveau carte provizorie de identitate și nici certificat de naștere, cu care să își poată dovedi datele cu care se identifică.
Același studiu arată că 24% dintre oamenii străzii din București au doar studii primare, 60% au studii medii și 8% au studii superioare, iar 84% dintre cei care locuiesc pe străzi sunt calificați profesional.
O altă „sursă” de oameni ai străzii sunt copiii care provin din centrele de plasament care, după împlinirea vârstei de 18 ani, sunt eliminați din sistemul de protecție a copilului și nu mai au unde să locuiască.